# Johannes Zimorski
Johannes Zimorski (* 22. Dezember 1872 in Mixstadt; † 24. April 1945 in Mauthausen) war ein deutscher Hüttenarbeiter, der von der Gestapo als „fanatischer Katholik“ mehrfach wegen staatsfeindlicher Äußerungen verhaftet und zuletzt im Konzentrationslager Mauthausen ermordet wurde.

## Leben
Johannes Zimorski gehörte zu den typischen Zuwanderern aus den polnischen Gebieten Preußens ins Ruhrgebiet. Seit 1906 lebte er im Ruhrgebiet, seit 1908 in Oberhausen. Bis 1939 wohnte er mit seiner Familie in Alt-Oberhausen in der Essener Straße 80, wo seine Frau einen Tabakladen hatte. Seit 1939 lebten sie in Oberhausen-Lirich.
Zimorski arbeitete seit 1909 auf der Gutehoffnungshütte in Oberhausen und war seit 1928 Frühinvalide. 1938 kam es zu seinem ersten Konflikt mit der Gestapo aufgrund einer Denunziation einer früheren Nachbarin über ein auf der Straße geführtes Gespräch, in dem er die Reichsregierung der Lüge bezichtigte. Die ermittelnde Gestapo plädierte für eine Bestrafung, da sie ihn für einen „Meckerer“ und „fanatischen Katholiken“ hielt, „dem das Wohl seiner Kirche über dem des Staates steht“ – aus NS-Sicht ein strafwürdiges Verbrechen gegen den Totalitätsanspruch des NS-Staates. Allerdings drang die Oberhausener Gestapo vor Gericht damit nicht durch, das es bei einer Verwarnung beließ.
Bei der nächsten Denunziation 1942 kam er nochmals glimpflich davon, im Dezember 1943 wurde er angezeigt, als er im Luftschutzbunker einen Soldaten aufforderte, die Waffen wegzuwerfen. Im Mai 1944 wurde er wegen „Wehrkraftzersetzung“ aufgrund einer angeblichen „senilen Demenz“ zur dauerhaften Unterbringungshaft in der Heil- und Pflegeanstalt Düren verurteilt. Von dort kam er im September 1944 mit einem Transport ins österreichische KZ Mauthausen, wo er als „deutscher politischer Häftling“ geführt wurde. Im April 1945 wurde er in den „Zellenbau“, das Lagergefängnis mit angeschlossener Gaskammer, verlegt. Nach Aussage eines überlebenden Mithäftlings wurde er vergast.
1952 erkannte ihn die Wiedergutmachungskammer Oberhausen als politisch Verfolgten an.
Die katholische Kirche hat Johannes Zimorski im Jahr 1999 als Glaubenszeugen in das deutsche Martyrologium des 20. Jahrhunderts aufgenommen.